# 弹性软骨
弹性软骨（Elastic cartilage）是三种软骨组织中的一种，由软骨细胞与细胞外基质组成。弹性软骨的特点是含有较多弹性蛋白，因此具有较强弹性。人外耳的耳廓、咽喉及会厌中都有弹性软骨的分布。